# 方兆鼇

方兆鼇的個人近照

方兆鳌（?—?），字策六，福建闽侯人。光绪三十年（1904年）甲辰科进士，旋即公派日本留学，在早稻田大学政治经济科毕业。回国历任陆军部主事、邮传部员外郎、交通传习所主任、浙江国税厅筹备处处长、福建民政长公署秘书、福建审计分处处长、政事铨叙局帮办兼参事以及国立北平大学法学院讲师等职。